# درباره آدام
دربارهٔ آدام (به انگلیسی: About Adam) فیلمی محصول سال ۲۰۰۱ و به کارگردانی جرارد استیمبریج است. در این فیلم بازیگرانی همچون کیت هادسن، استوارت توانسند و فرانسیس اوکانر ایفای نقش کرده‌اند.